# Lanterna mágica

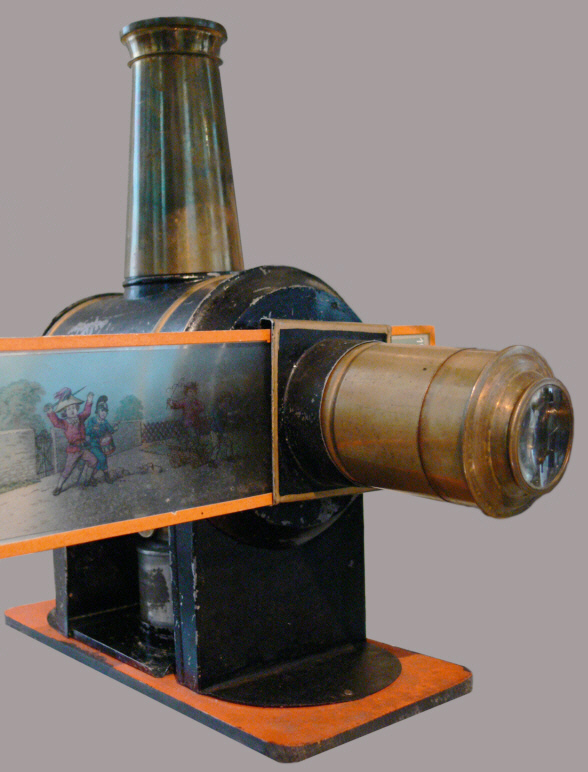
Lanterna mágica

A lanterna mágica ou epidascópio é a antecessora dos aparelhos de projeção modernos. 
Inventada no século XVII, a primeira descrição deste aparelho deve-se ao sacerdote jesuíta Athanasius Kircher na sua obra Ars Magna Lucis et Umbrae de 1645, ainda que tenha sido o dinamarquês Thomas Walgenstein o primeiro a lhe dar o nome de lanterna mágica.
Era constituída por uma câmara escura e um jogo de lentes. A luz de uma lâmpada de azeite incorporada, por meio de um condensador, atravessava uma placa de vidro pintada com desenhos que eram projetados num lenço. Era possível criar a ilusão de movimento movendo os vidros.
Utilizada em ambientes acadêmicos, como em Sorbonne, e em populares, como teatros, ao longo do século XIX, constituiu o antecedente do que seria, no século XX, o cinema.